# Кармополис
Кармополис (порт. Carmópolis)  —  муниципалитет в Бразилии, входит в штат Сержипи. Составная часть мезорегиона Восток штата Сержипи. Входит в экономико-статистический  микрорегион Байшу-Котингиба. Население составляет 11 252 человека на 2006 год. Занимает площадь 40 км². Плотность населения — 281,3 чел./км².

## История
Город основан в 1922 году.

## Спорт
В городе базируется футбольный клуб Ривер Плейт.

## Статистика
- Валовой внутренний продукт на 2004 составляет 268.396.727,00 реалов (данные: Бразильский институт географии и статистики).
- Валовой внутренний продукт на душу населения на 2004 составляет 25.151,98 реалов (данные: Бразильский институт географии и статистики).
- Индекс развития человеческого потенциала на 2000 составляет 0,676 (данные: Программа развития ООН).